# Internet Blog Serial Number
IBSN, acronimo di Internet Blog Serial Number, è il numero internazionale che identifica pubblicazioni di blog sul web.
Il sito, nato nel 2006, permette di registrare il proprio blog su IBSN.org e ricevere gratuitamente e senza particolari procedure un codice a barre che punta al proprio blog.
IBSN ha registrato circa 18000 blog e servite oltre 35.000.000 barcodes.
Secondo il sito ufficiale, registrare il proprio blog è importante per identificare il blog su ogni media in cui è pubblicato e fare in modo che chiunque possa accedervi anche se l'indirizzo è cambiato.
Il sito è tradotto in Inglese, Spagnolo e Polacco anche se è accessibile alla utenza mondiale.